# Rovescala
Rovescala ist eine norditalienische Gemeinde (comune) mit 809 Einwohnern (Stand 31. Dezember 2023) in der Provinz Pavia in der Lombardei. Die Gemeinde liegt etwa 13,5 Kilometer nordwestlich von Pavia in der Oltrepò Pavese an der Bardonezza, gehört zur Comunità Montana Oltrepò Pavese und grenzt unmittelbar an die Provinz Piacenza (Emilia-Romagna).

## Geschichte
943 wurde der Ort von Hugo und Lothar II. an den Bischof von Pavia gestiftet.